# Верхняя Уфтюга
Ве́рхняя У́фтюга — село в Красноборском районе Архангельской области. Административный центр Верхнеуфтюгского сельского поселения.

## География
Находится на реке Уфтюга,  вблизи её впадения в Северную Двину. На противоположной берегу Уфтюги находится село Кривцовская.
Планировочная ось села — Центральная улица.

## Население
| 2002 | 2010 |
| ---- | ---- |
| 412  | ↘319 |

Численность населения села, по данным Всероссийской переписи населения 2010 года, составляла 319 человек. На 1.01.2010 числилось 423 человека.

## Известные уроженцы, жители
В течение 6 лет в селе жил и работал архитектором, плотником, прорабом, реставрируя деревянный памятник XVIII века церковь Дмитрия Солунского архитектор-реставратор Александр Владимирович Попов. За реставрацию этого памятника ему была присуждена Государственная премия РСФСР (1991).

## Инфраструктура
Личное подсобное хозяйство с зоной сельскохозяйственного использования, индивидуальная застройка усадебного типа.
Здесь появился вид русского народного промысла — уфтюжская роспись.
Администрация поселения, Верхнеуфтюгская средняя школа имени Д. И. Плакидина, Верхнеуфтюгский медпункт, Верхнеуфтюгская библиотека, Детский сад «Рябинушка».

## Достопримечательности, памятные места
Мемориал в честь воинов — земляков, погибших в годы Великой Отечественной войны, с памятной доской в честь Героя Советского Союза Д. И. Плакидина.
Одной из многочисленных достопримечательностей села наряду с традиционными деревянными избами Русского Севера, разбросанными по всей округе, является церковь Дмитрия Солунского — памятник деревянного зодчества XVIII века.
Церковь Троицы Живоначальной.

## Транспорт
Остановка общественного транспорта «Верхняя Уфтюга» в центре села.